# Скајлајн-Ганипа (Њу Мексико)
Скајлајн-Ганипа (енгл. Skyline-Ganipa) насељено је место без административног статуса у америчкој савезној држави Њу Мексико.

## Демографија
По попису из 2010. године број становника је 1.224, што је 189 (18,3%) становника више него 2000. године.
| Група             | 2000.     | 2010.     |
| Белци             | 5 (0,5%)  | 3 (0,2%)  |
| Афроамериканци    | 0 (0,0%)  | 3 (0,2%)  |
| Азијати           | 0 (0,0%)  | 0 (0,0%)  |
| Хиспаноамериканци | 12 (1,2%) | 25 (2,0%) |
| Укупно            | 1.035     | 1.224     |